# Идельчик, Любовь Моисеевна
Любовь Моисеевна Идельчик (урождённая Нисенбойм; 15 марта 1936, Одесса — 13 ноября 2006, Филадельфия) — советская шахматистка. Двукратная чемпионка Украины по шахматам среди женщин (1963, 1969). Мастер спорта СССР по шахматам (1966).

## Биография
В 1954 году победила в чемпионате Одессы по шахматам среди женщин. В 1960-е годы была одной из лучших шахматисток Украины. Дважды побеждала на чемпионатах Украинской ССР по шахматам среди женщин (1963, 1969). В 1968 году победила в Всесоюзном чемпионате профсоюзов по шахматам среди женщин. В 1971 году в этом соревновании поделила 3—4-е место. С 1958 по 1972 год пять раз участвовала в чемпионатах СССР по шахматам среди женщин, где лучший результат показазала в 1966 году, когда заняла 8-е место. Два раза представляла сборную Украины на первенствах СССР между командами союзных республик по шахматам (1963, 1967). Три раза в составе команды спортивного общества «Авангард» участвовала в розыгрышах командного Кубка СССР по шахматам (1964—1968). Выступала за сборную команду Украинской ССР на международных соревнованиях.
Жила в Харькове (работала тренером), с середины 1980-х годов — в США.

## Результаты в чемпионатах СССР по шахматам среди женщин
- Чемпионат СССР по шахматам среди женщин 1958 — 9—11 место.
- Чемпионат СССР по шахматам среди женщин 1965 — 11 место.
- Чемпионат СССР по шахматам среди женщин 1966 — 8 место.
- Чемпионат СССР по шахматам среди женщин 1967 — 31—42 место.
- Чемпионат СССР по шахматам среди женщин 1972 — 15—17 место.